# Ctnost
Ctnost (řec. αρετη, areté, lat. virtus) je vypěstovaný a navyklý (habituální) sklon k dobrému jednání. České slovo ctnost souvisí se slovy ctít, čest, úcta.

## Pojem ctnosti v historii

### Platón
Ústřední otázkou Platónových dialogů je, zda se ctnosti a ctnostnému jednání dá učit. Základní ctností je pro Platóna (Ústava IV, 427:) „Je tedy patrno, že jest moudrá, statečná, uměřená a spravedlivá.“)
- moudrost (sofia, sapientia)
- statečnost (andreia, fortitudo)
- uměřenost (sófrosyné, temperantia).[2] V překladu Františka Novotného také jako „rozumnost“
- spravedlnost (dikaiosyné, justitia).

Moudrost, statečnost a uměřenost přitom znamenají správné zaměření tří částí duše (rozumové, vznětlivé a žádostivé), spravedlnost pak je úhrnným názvem pro správné zaměření celého člověka.
Podobné čtveřice ctností s malými obměnami se ve starověku vyskytují ve stoicismu i v lidové moudrosti. V pozdější tradici se o nich často hovoří jako o hlavních či kardinálních ctnostech.

### Aristotelés
Ctnost je pro Aristotela střed mezi dvěma krajnostmi, například štědrost jako střed mezi rozhazovačností a lakotou. „Středem“ jsou však jen co do zaměření, kdežto co do kvality a náročnosti představují vždy vrchol. Aristotelés rozděluje ctnosti do tří skupin:
1. etické (mravní),
2. dianoetické (teoretické znalosti a jednání) a
3. poietické (praktické dovednosti).

Nejvýše si cení ctností teoretických, rozumových. Každá ze tří skupin obsahuje ještě několik kvalifikačních podskupin. Tyto pak jmenují jednotlivé ctnosti jako jednání zlaté střední cesty mezi neřestmi – např. velkorysost jako střed mezi okázalostí a malicherností. Více než k dodržování každé z těchto minimálně sedmnácti ctností jednotlivě však Aristotelés nabádá k obecně uměřenému životu a k hledání toho nejlepšího.

### Seneca a stoikové
Stoikové tvrdili, že lidské chování a jednání nemáme posuzovat podle výsledků, ale podle úmyslu či záměru, s nímž něco konáme. Stoikové (např. Cicero, De officiis a De inventione) rozlišovali čtyři ctnosti:
- rozumnost
- spravedlnost
- mírnost
- statečnost

Nerozumné jsou pudy a vášně, které dělí na:
- přítomné domnělé dobro = rozkoš
- přítomné domnělé zlo = žal
- budoucí domnělé dobro = touha
- budoucí domnělé zlo = strach.

Seneca považuje za jediné dobro ctnost a pohrdání rozkošemi. Přičemž ctnost a rozkoš definuje takto:
"Ctnost je něco vysokého, vznešeného, nepřemožitelného a neúnavného. Rozkoš je něco nízkého a otrockého, slabého a vrtkavého, jejím domovem jsou nevěstince a krčmy. Ctnost nalezneš v chrámu, na náměstí ... pokrytou prachem, opálenou v obličeji, s mozolnatýma rukama. Kdežto rozkoš nalezneš často zalezlou v úkrytu a schovávající se v temnotách, v sousedství očistných a parních lázní, zastihneš ji zchoulostivělou, změkčilou, nasáklou vínem a voňavkami, bledou nebo nalíčenou, nabalzámovanou jako mrtvolu."
Z jeho díla vyplývá, že za ctnost považuje laskavost, cudnost, shovívavost, odpuštění, umírněnost, štědrost, přičinlivost, velkorysost, šetrnost, trpělivost, statečnost, moudrost a spravedlnost.

### Ctnosti v křesťanství

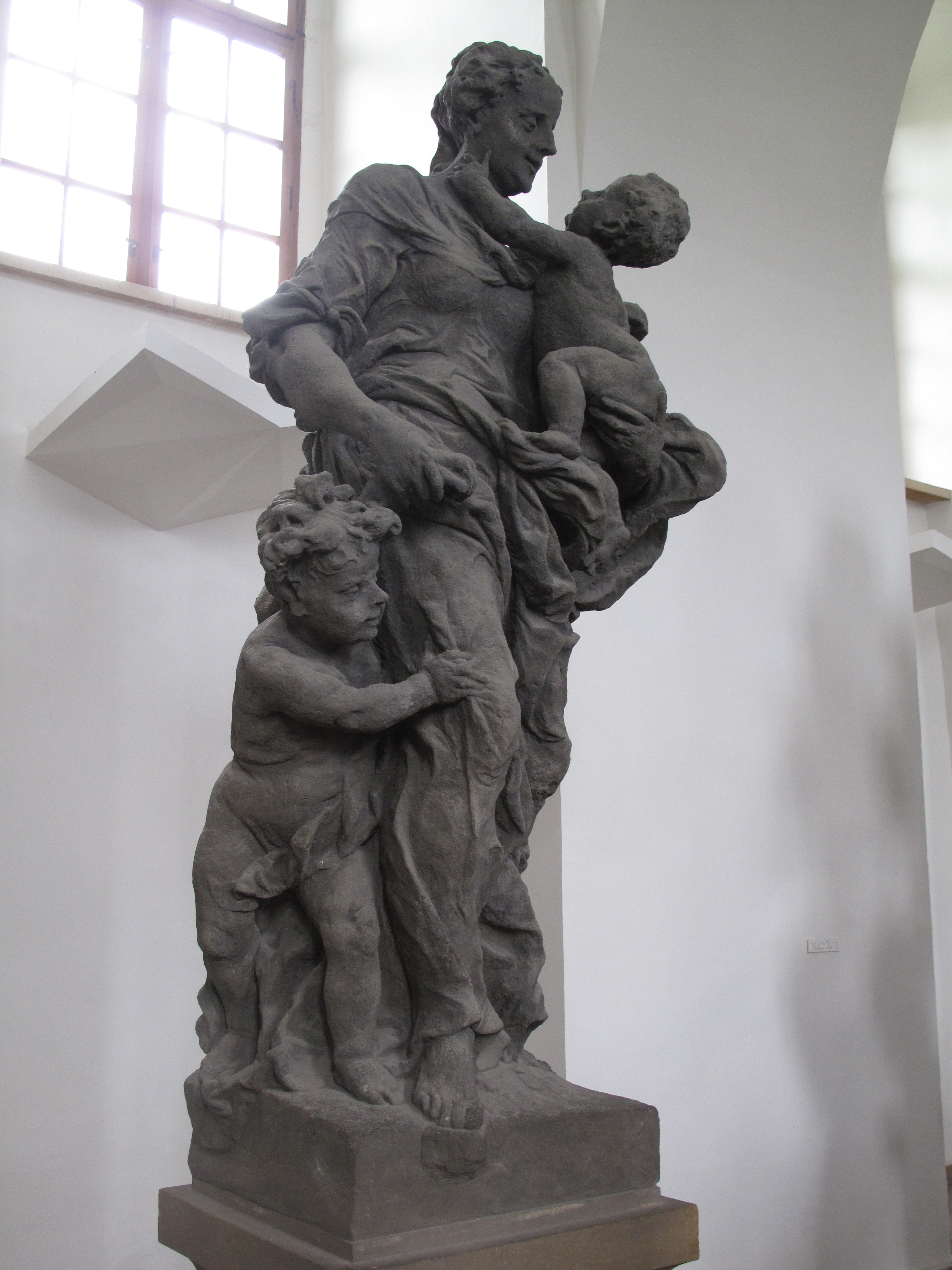
Matyáš Bernard Braun,
Láska (Ctnosti)
lapidárium Kuks

V Novém zákoně se také vyskytují seznamy ctností obdobné stoickým, často vedle odpovídajících seznamů neřestí (např. Ga 5, 22 (Kral, ČEP); 1Tm 6, 11 (Kral, ČEP); 2Pt 1, 5-7 (Kral, ČEP))

#### Božské ctnosti
Specificky křesťanské pojetí ctnosti se však obvykle odvozuje z výroku apoštola Pavla:
„A tak zůstává víra, naděje a láska, ale největší z té trojice je láska.“ (1Kor 13, 13 (Kral, ČEP))
O těchto třech se pak v křesťanské teologii mluví jako o ctnostech božských či teologálních, protože jsou darem Božím, k Bohu jsou zaměřeny a převyšují přirozené lidské schopnosti.

#### Kardinální ctnosti
Stoický výčet čtyř hlavních ctností – rozumnost, spravedlnost, statečnost a uměřenost – přejímá deuterokanonická Kniha moudrosti (8,7). Přebírá je i sv. Ambrož (De officiis ministrorum a Expositio in evangelium S. Lucae) a označuje je jako ctnosti kardinální. Ty podle něj mají základ v bázni před Bohem, která je nejvlastnějším původem správného jednání.

#### Sedmero ctností
Sedm ctností je koncept, vycházející z alegorické básně Psychomachia ("Zápas duše") Aurelia Clemense Prudentia († po 405), jež popisuje zápas ctností s hříchy. Podle tohoto ve středověku populárního díla se tyto ctnosti staly protipólem sedmi hlavních hříchů. Prudentiův seznam obsahuje pokoru, štědrost, přejícnost, mírumilovnost, cudnost, střídmost a činorodost.

#### Tomáš Akvinský
Tomáš Akvinský rozlišuje čtyři kardinální ctnosti jako základ přirozeného zákona (lex naturalis), který odráží věčný zákon Boží (lex aeterna). Nad nimi však stojí tři božské čili teologální ctnosti křesťanské – víra, naděje a láska – které vždy pocházejí z Boží milosti.
Za první z kardinálních (etických, mravních) ctností pokládá rozumnost (či praktickou moudrost, prudentia, řec. fronésis), nikoli moudrost (sapientia, řec. sofia), která je ctností dianoetickou, intelektuální.

### Novověká filosofie

#### Immanuel Kant
Immanuel Kant je vůči ctnostem spíše skeptický a říká, že "to jediné, o čem lze bez omezení říci, že je dobré, je jen a pouze dobrá vůle". Většina novověké filosofie se pak pojmu ctnosti vyhýbá a hovoří raději o hodnotách nebo pravidlech. Také Nietzsche mluví o ctnostech velmi ironicky, ale na jednom místě říká o "pozemské" ctnosti: "...tento pták si u mne udělal hnízdo, proto jej miluji. Sedí teď u mne na zlatých vajíčkách."
Od 80. let 20. století zažívá pojem ctnosti velkou renesanci u tak různých autorů jako jsou Bělohradský, Comte-Sponville, MacIntyre nebo Rahner (viz seznam soudobé literatury níže). Také evoluční biolog Matt Ridley bere ctnosti vážně, snaží se je však vysvětlit jakožto evolučně výhodné.

### Ctnost v orientálním myšlení

#### Buddhismus
Buddhismus učí, že karma přinese člověku utrpení v podobě bolestí, neštěstí nebo konfliktů. Naproti tomu ctnost přináší člověku požehnání, štěstí a harmonii s vesmírem a jeho principy. V knize Zhuan Falun se ve spojitosti se ctností hovoří rovněž o existenci  dobra, dobrého charakteru a povaze či duši vesmíru a třech principech – pravdivost, soucit a snášenlivost, které vyjadřují dobrou povahu. Jejich následováním člověk získává ctnost a jejich porušováním, či následováním jejich opaku – lhaním, ubližováním a nesnášenlivostí, leností atd. – získává karmu.
Dalším bodem teorie o ctnosti a karmy je možnost přeměny karmy prostřednictvím utrpení. Člověk může prožitým utrpením karmu „splatit“ či „přeměnit“ ji na ctnost. V průběhu utrpení potom „zaplatí“ za zlé skutky, které způsobil. Množství karmy, je úměrné velikosti a množství utrpení, které člověk někomu způsobí a v budoucnosti za to ponese následky. Ctnost ani karma nejsou však dle učení buddhismu a taoismu viditelné, existují v odlišném časoprostoru a jsou připojeny k duši člověka a „stále se za vámi vlečou“ v koloběhu převtělování. Není tedy možné před svými špatnými skutky utéci ani po smrti a duše si je přenáší do dalšího života.
O ctnosti se vyjadřuje také Li Chung-č' (Li Hongzhi) zakladatel buddhovské školy Fa-lun-kung (Falun Gong), známé od roku 1992, který o ctnosti (čínsky De) pojednává v knize Zhuan Falun. Toto učení, popisuje ctnost jako „druh hmoty bílé barvy“, která je protikladem karmy (na západě hříchu). De „ctnost“ nebo „zásluha“ je zde vnímána jako „drahocenná bílá látka“, kterou je možné získat „přetrpěním těžkostí nebo konáním dobrých skutků“. Dále je zde popisován vztah mezi ctností a karmou, kdy karma je naopak „hmotná látka černé barvy“, která se získává ubližováním ostatním a konáním špatných skutků atd. Tyto dvě látky (ctnost a karma) mají být projevem existence dobra a zla ve vesmíru a jsou také projevem principů „odměny a odplaty“ nebo „příčiny a následku“ za provedené skutky.

#### Krishnamurti
O ctnostech se ve svých úvahách vyjadřoval rovněž Jiddu Krishnamurti, který vnímal ctnost jako překážku k pochopení podstaty života: "K tomu abychom se dobrali pravdy, musíme se zbavit víry, vědomostí, prožívání a hledání ctnosti. Ctnostný člověk, jenž si je svého hledání vědom, nemůže skutečnost nikdy nalézt. Může být slušným člověkem, ale to je něco jiného, než být pravdivým a chápajícím. Pro pravdivého člověka se pravda zrodí. Ctnostný člověk je spravedlivý a ten nikdy nemůže pochopit, co je to pravda. Pro něj totiž ctnost zakrývá nitro, a posiluje jej, protože se ji snaží nalézt."[zdroj?]

## Ctnosti v umění

### Balducciovy sochy osmi ctností
Sochy sedmi ctností, jak je systematizoval Prudentius, nesou – spolu s osmou sochou poslušnosti (oboedientia) – sarkofág svatého Petra z Verony v bazilice sv. Eustorgia v Miláně. Autorem díla vytvořeného v letech 1336–1339 je Giovanni di Balduccio.

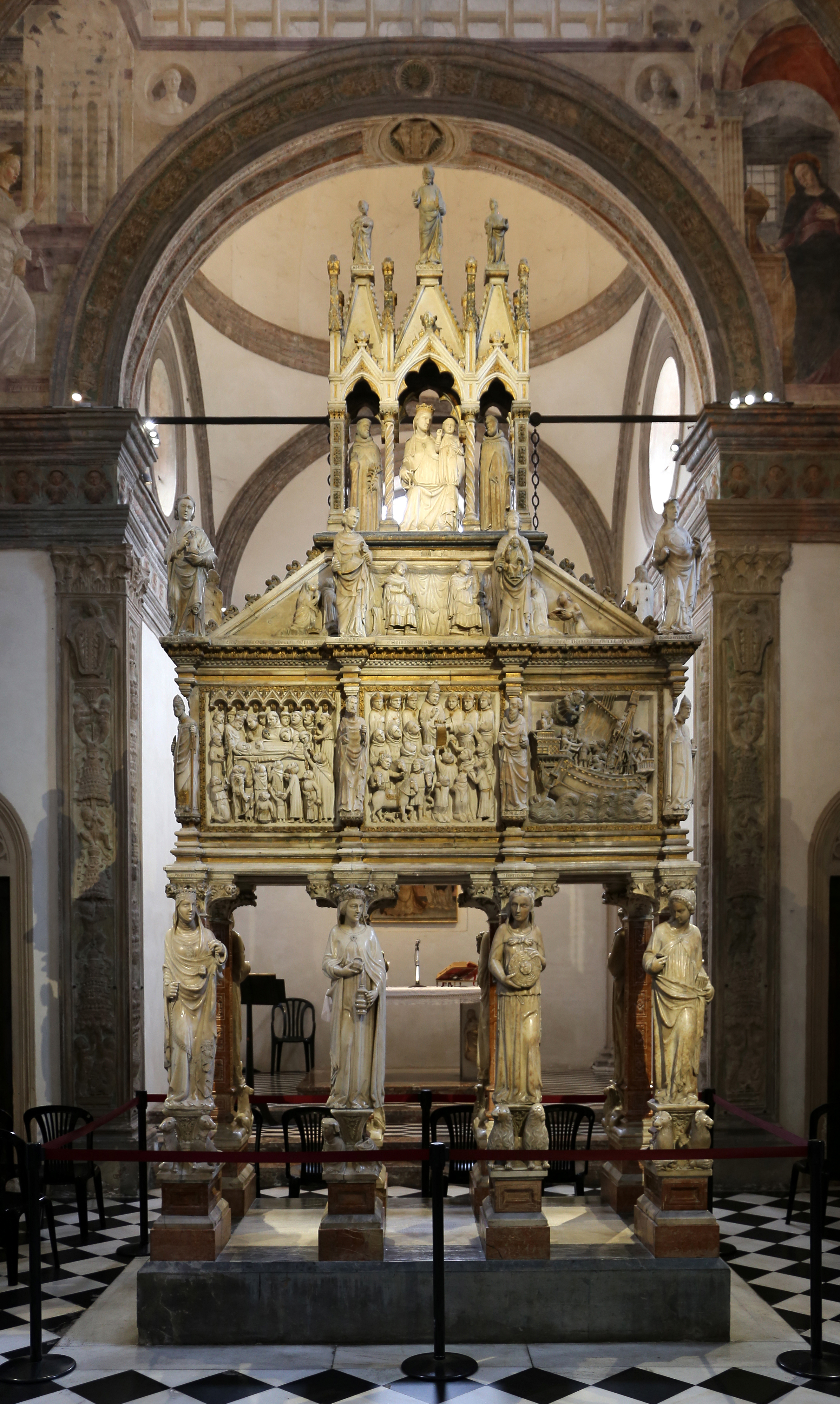
přední strana
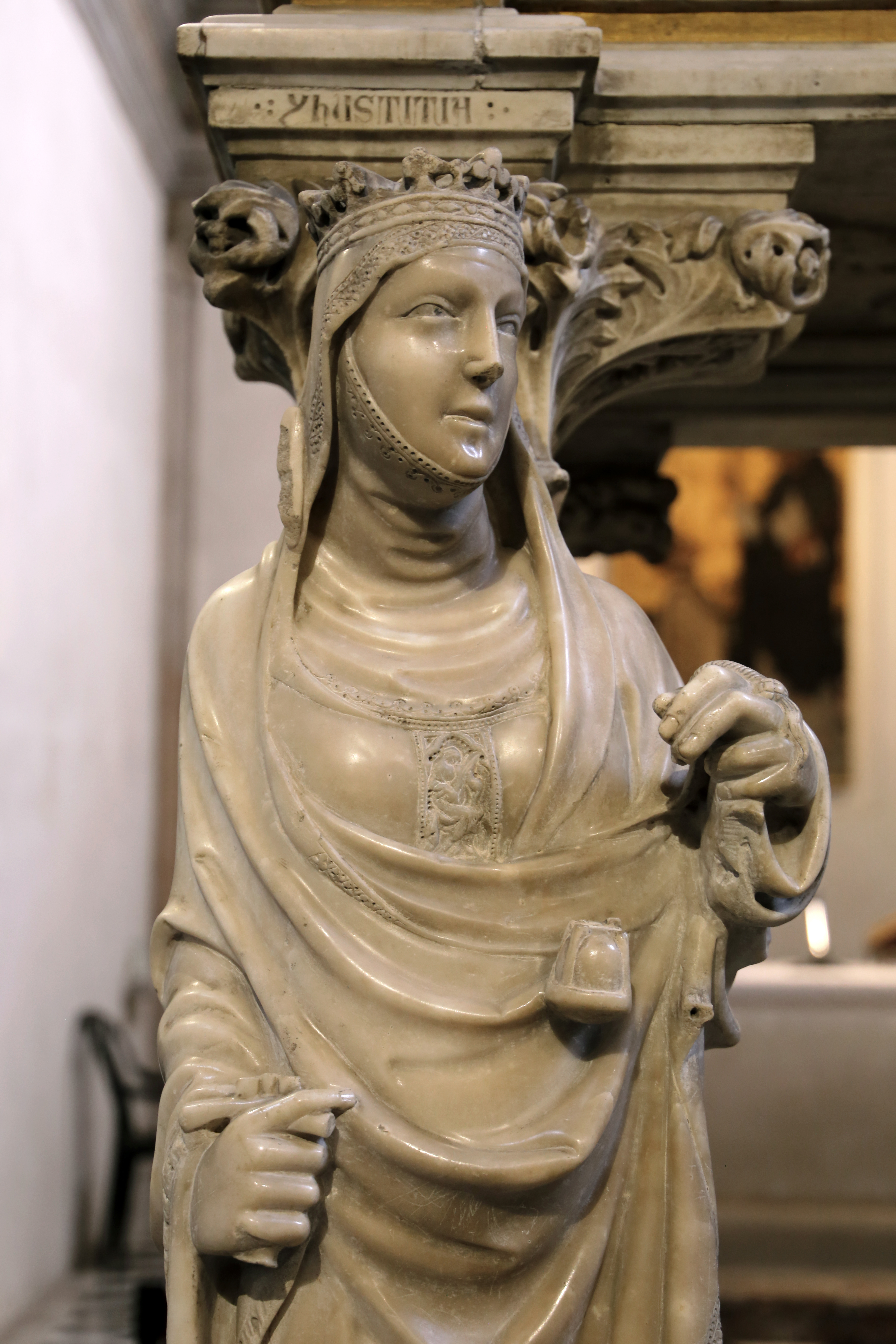
Justitia (Spravedlnost)
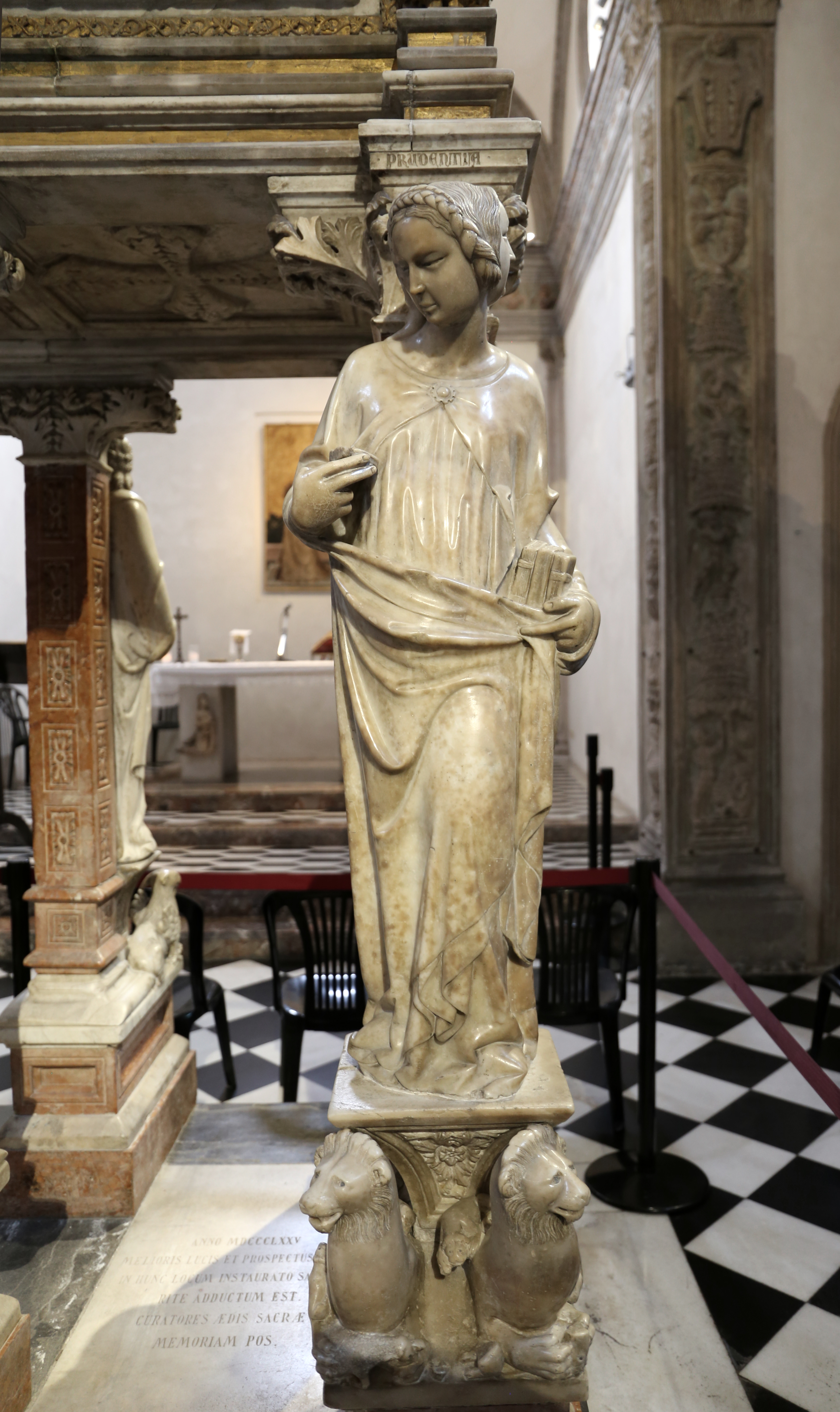
Prudentia
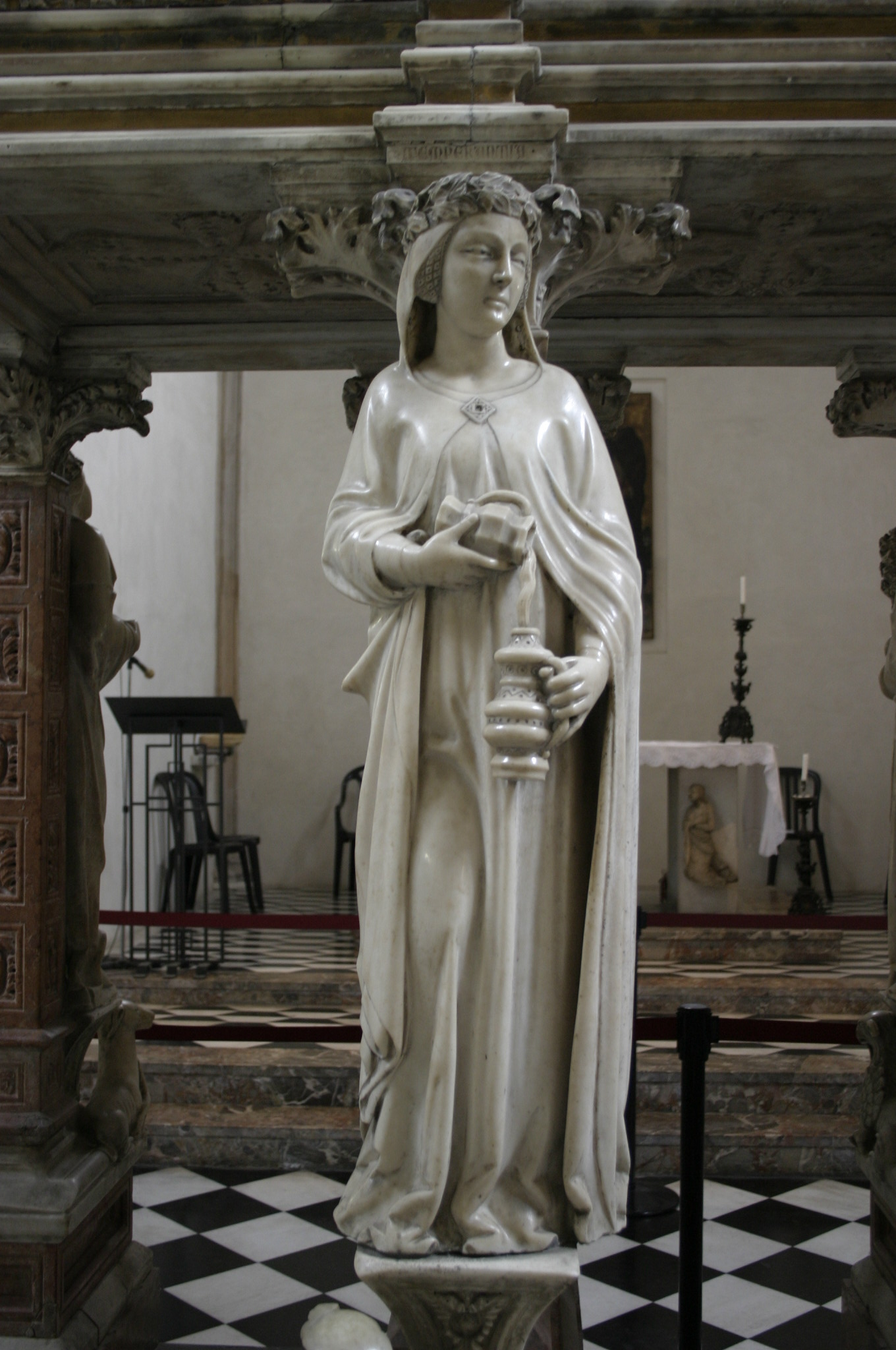
Temperantia (Střídmost)
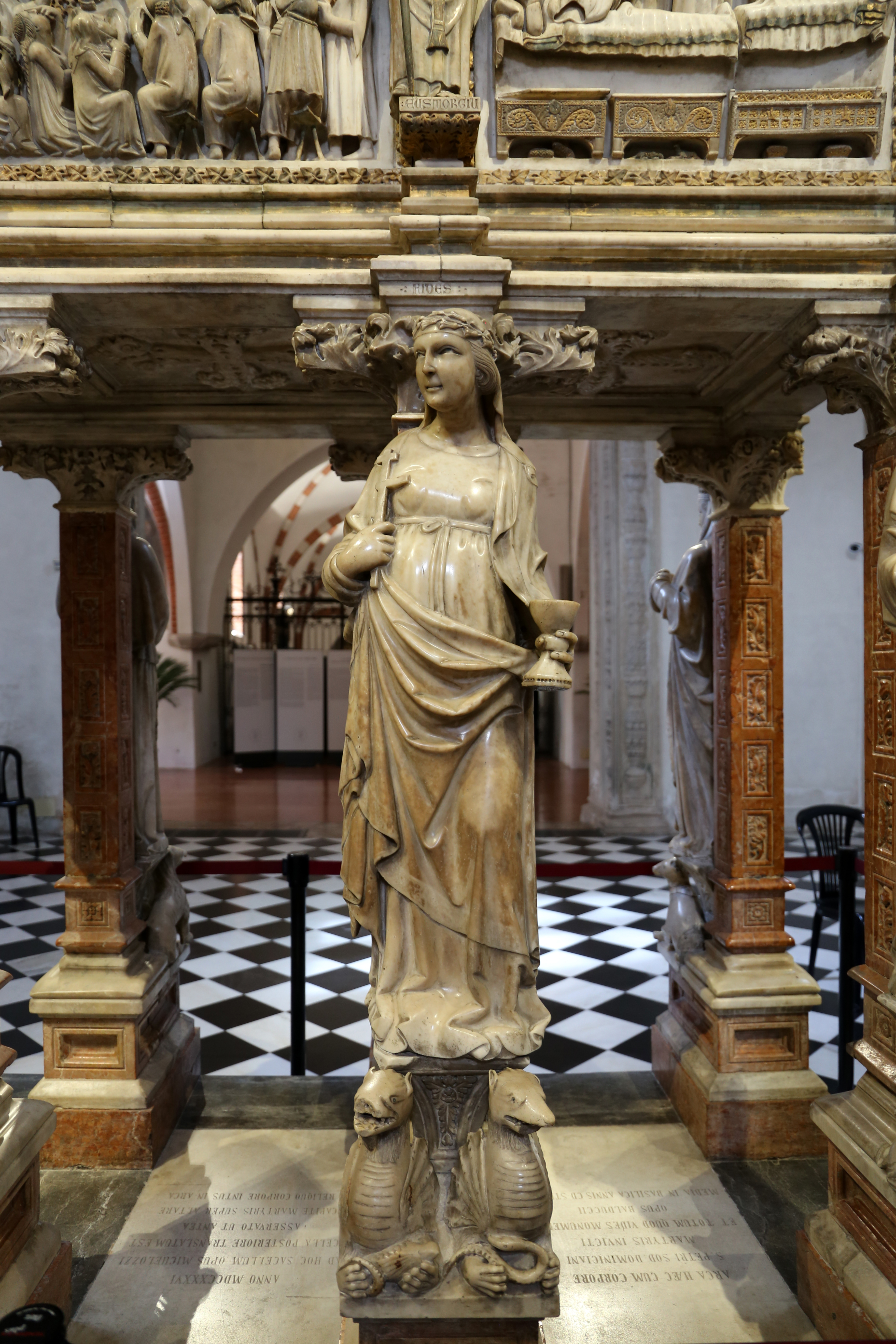
Fides (víra)
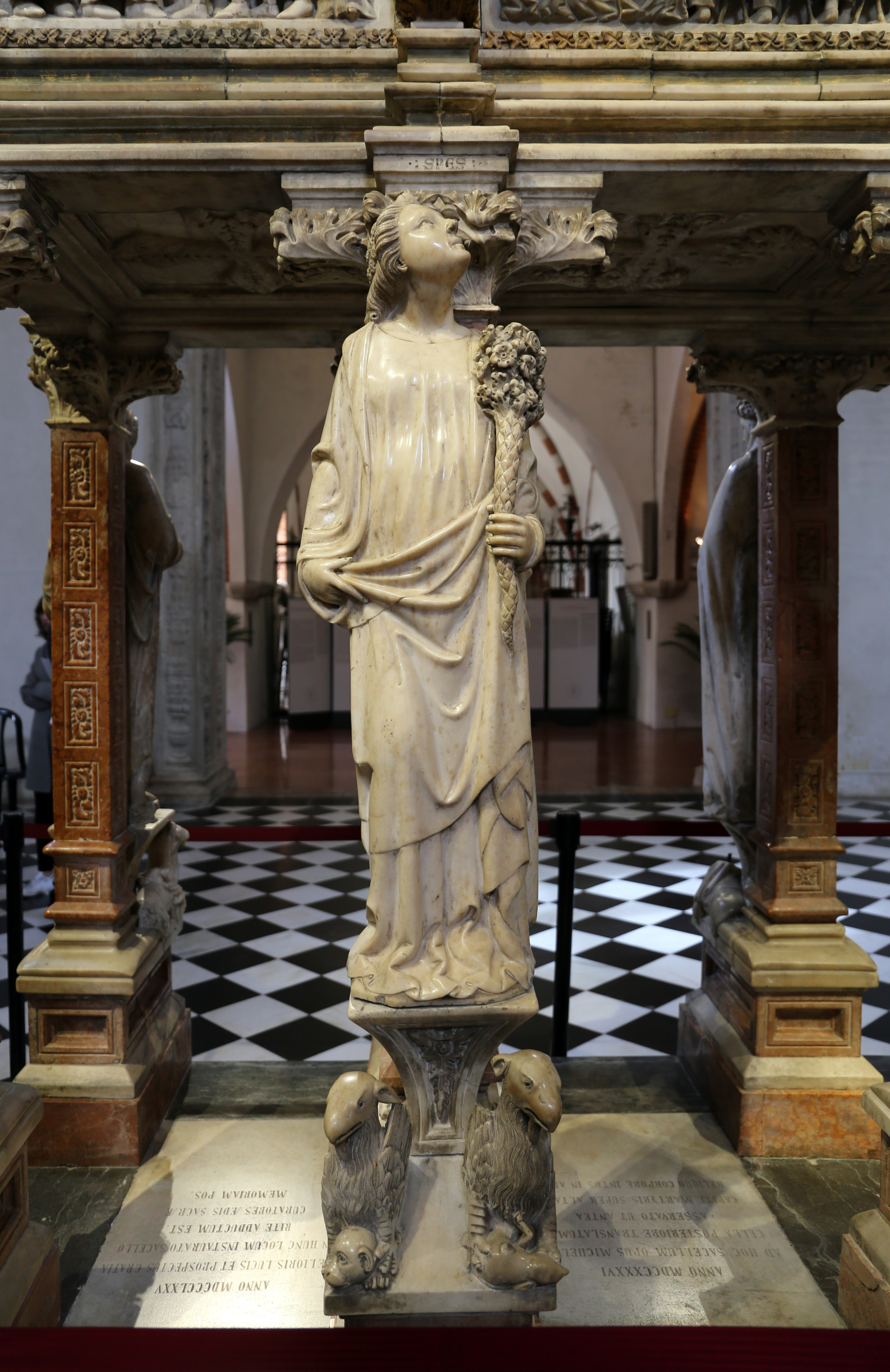
Spes (Naděje)
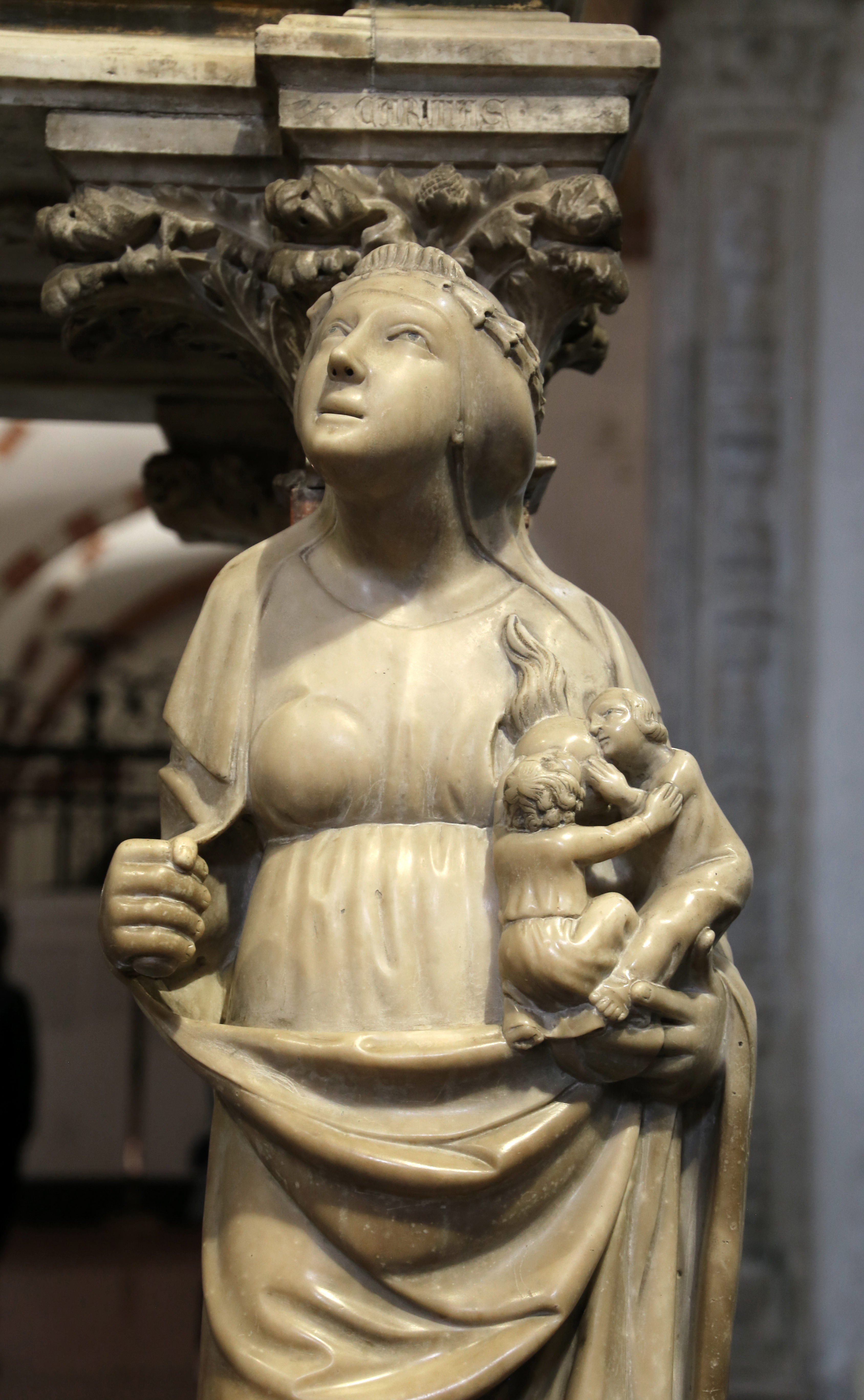
Caritas (Láska)
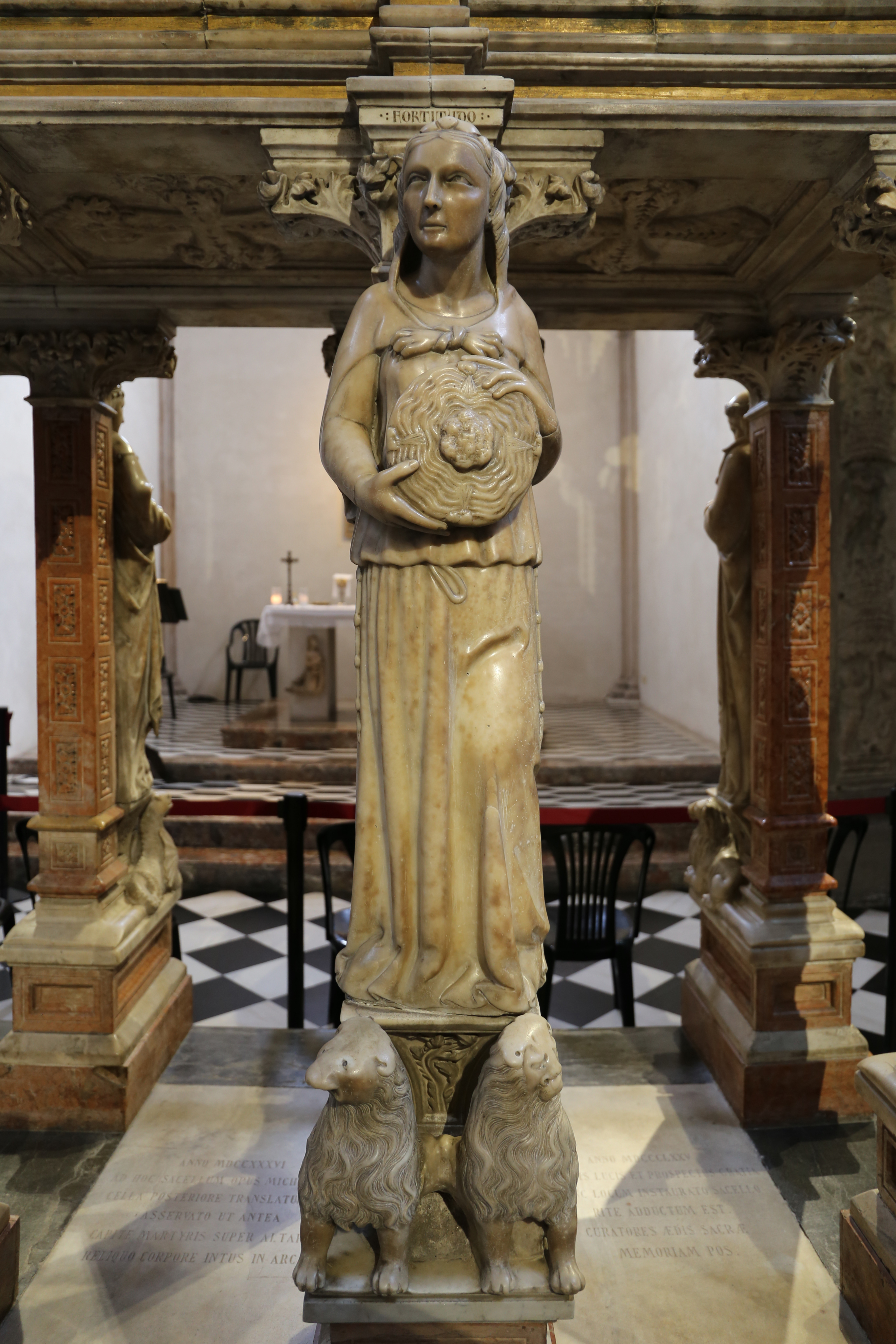
Fortitudo (Statečnost)
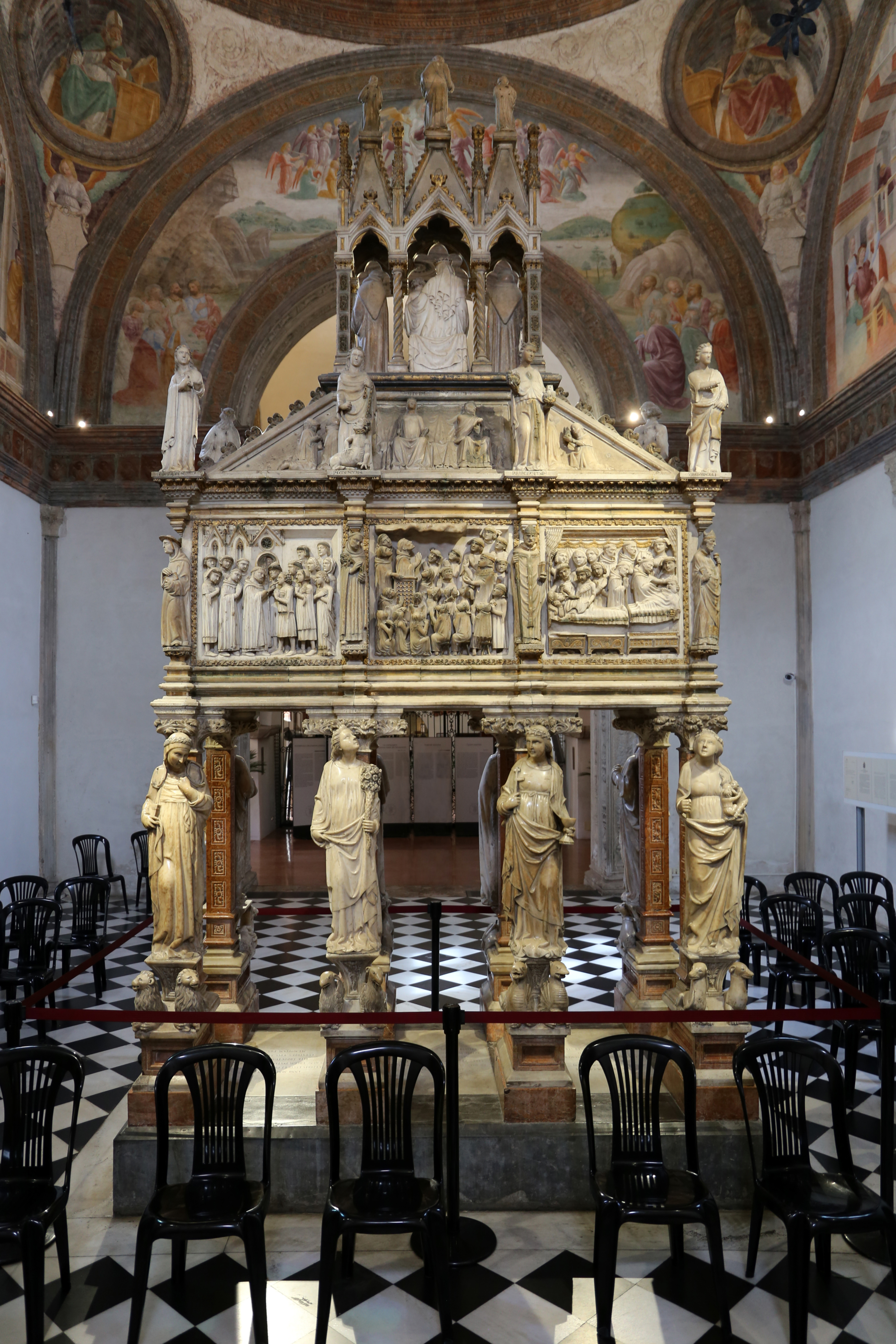
zadní strana
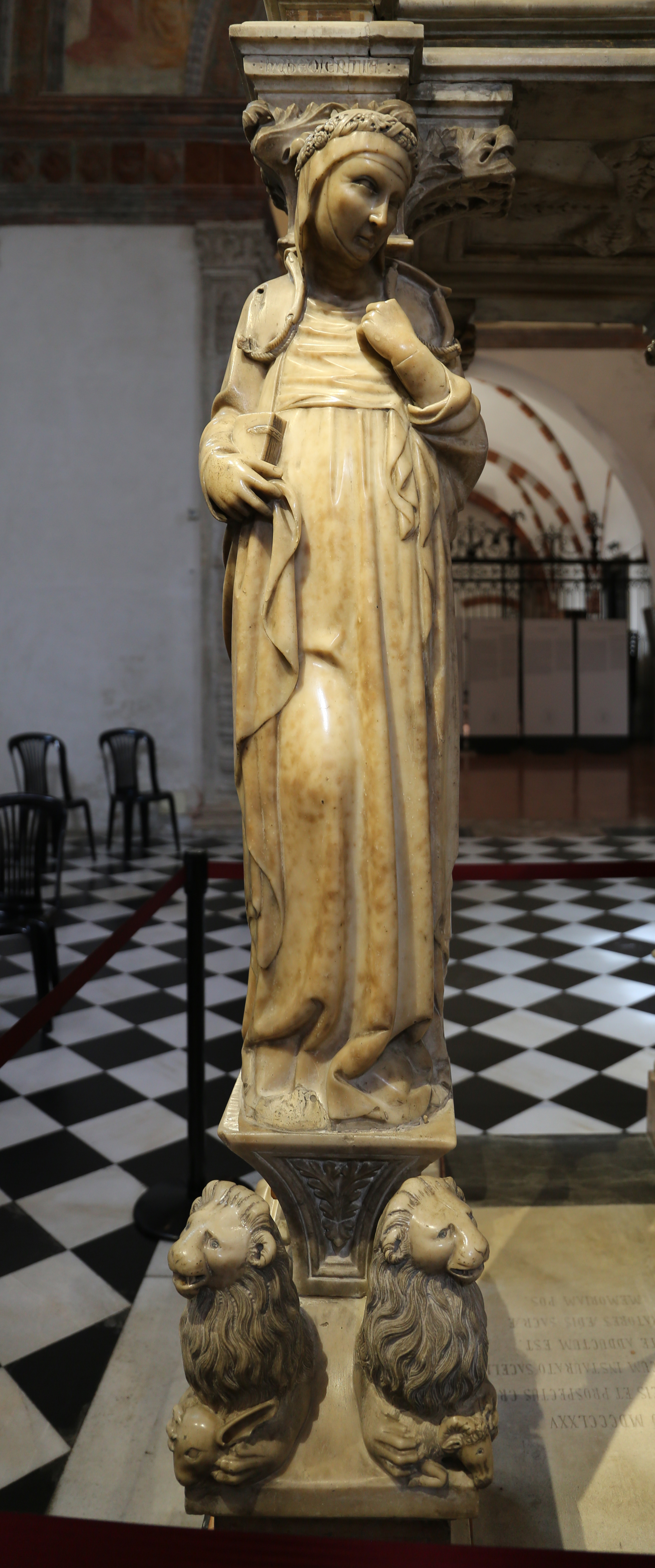
Oboedientia (poslušnost)

### Tři ctnosti podle Giotta v kapli Scrovegniů v Padově

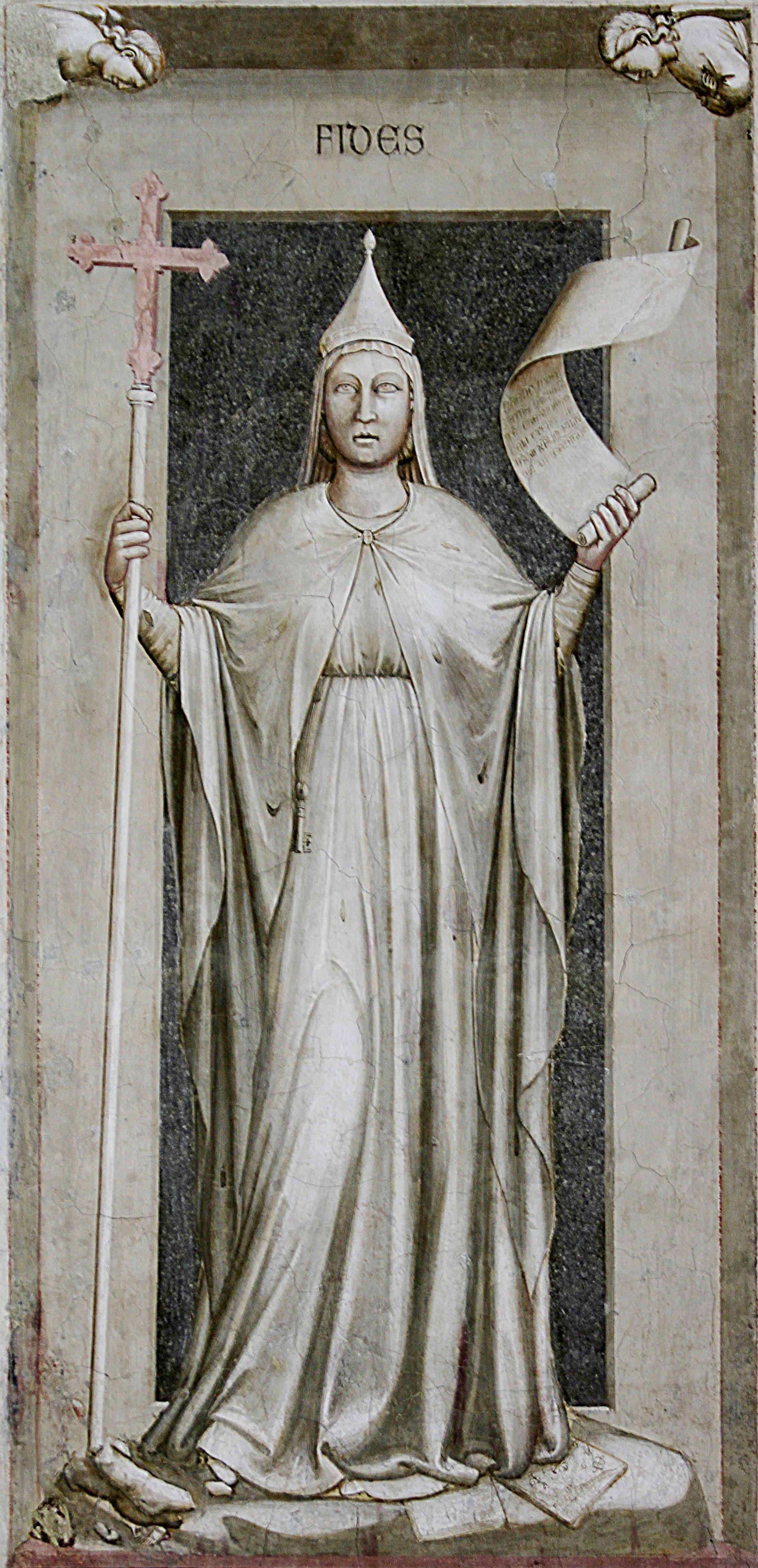
Fides – Víra
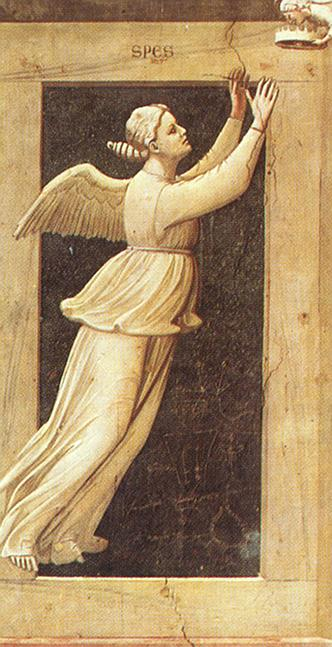
Spes – Naděje
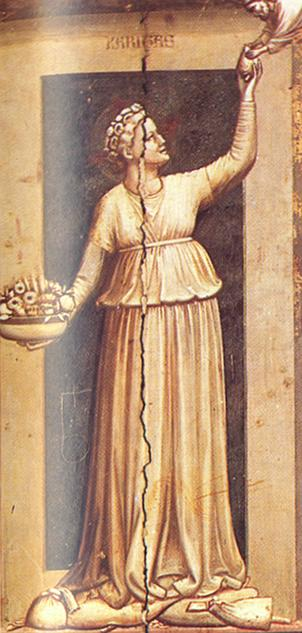
Caritas – Láska

### Sochy ctností a neřestí v Kuksu
V areálu hospitalu Kuks ve východních Čechách je umístěno dvanáct soch ctností a jedenáct soch neřestí Matyáše Bernarda Brauna. (Jedná se o kopie, originály jsou zachovány v místním lapidáriu. Dvanáctá socha neřesti se nezachovala.)

### Další příklady výtvarných děl
- Cudnost: Hans Memling
- Střídmost: Luca Giordano
- Přejícnost: William-Adolphe Bouguereau